# Telmatobius brevirostris
Espèce
Synonymes
- Telmatobius brevirostris brevirostris Vellard, 1955
- Telmatobius brevirostris parvulus Vellard, 1955

Statut de conservation UICN

 EN B1ab(iii) : En danger
Telmatobius brevirostris est une espèce d'amphibiens de la famille des Telmatobiidae.

## Répartition
Cette espèce est endémique de la région de Huánuco au Pérou. Elle se rencontre dans le bassin supérieur du río Huallaga entre 2 000 et 3 600 m d'altitude.

## Publication originale
- Vellard, 1955 : Estudio sobre batracios andinos. III. Los Telmatobius del grupo Jelskii. Memorias del Museo de Historia Natural Javier Prado, vol. 4, p. 1-28.